# Crescentaleyrodes semilunaris
Crescentaleyrodes semilunaris là một loài côn trùng cánh nửa trong họ Aleyrodidae, phân họ Aleyrodinae.
Crescentaleyrodes semilunaris được Corbett miêu tả khoa học đầu tiên năm 1926.